# WDC World Darts Championship 1995

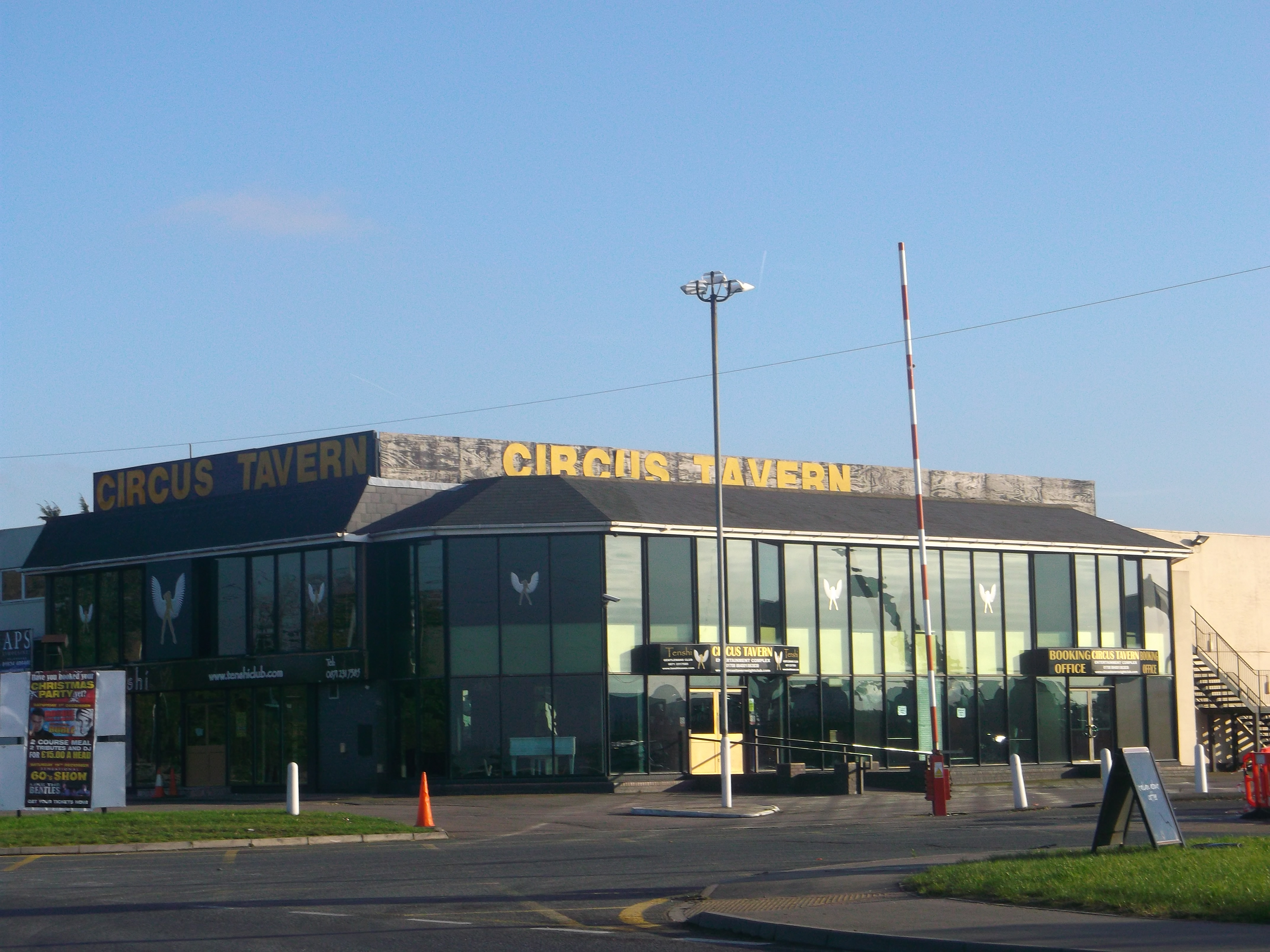
Die Circus Tavern, Austragungsort der Weltmeisterschaft

Die Proton Cars World Darts Championship 1995 wurde vom 26. Dezember 1994 bis zum 2. Januar 1995 in der Circus Tavern in Purfleet, Essex ausgetragen und war die zweite vom World Darts Council (WDC, heute PDC) ausgerichtete Weltmeisterschaft. Das Finale gewann der englische Vorjahresfinalist Phil Taylor gegen seinen Landsmann Rod Harrington mit 6:2, der topgesetzte Titelverteidiger Dennis Priestley war bereits in der Gruppenphase ausgeschieden.

## Debütanten
Mit Dennis Smith gab es nur einen Debütanten. Dies stellt bis heute die geringste Anzahl bei einer Dart-Weltmeisterschaft dar.
| Setzpositon | Spieler        | Ergebnis      | Vorherige Teilnahmen bei der BDO |
| ----------- | -------------- | ------------- | -------------------------------- |
| Q           | Dennis Smith   | Viertelfinale | nein                             |
| Q           | Shayne Burgess | Gruppenphase  | 1                                |

## Setzliste
| Nr. | Spieler          | Erreichte Runde |
| --- | ---------------- | --------------- |
| 01. | Dennis Priestley | Gruppenphase    |
| 02. | Rod Harrington   | Finale          |
| 03. | Peter Evison     | Halbfinale      |
| 04. | Phil Taylor      | Sieg            |

| Nr. | Spieler       | Erreichte Runde |
| --- | ------------- | --------------- |
| 05. | Bob Anderson  | Viertelfinale   |
| 06. | Kevin Spiolek | Viertelfinale   |
| 07. | Jamie Harvey  | Viertelfinale   |
| 08. | Alan Warriner | Gruppenphase    |

## Preisgelder
Insgesamt wurde ein Preisgeld von 55.000 Pfund ausgeschüttet. Dabei erhielten der Weltmeister £ 12.000, der Finalist £ 6.000, die Halbfinalisten £ 4.000 respektive £ 3.000 und die Viertelfinalisten jeweils £ 2.000. Den übrigen Teilnehmern standen jeweils £ 1.500 für den zweiten und £ 1.250 für den dritten Rang in der Gruppenphase zu.

## Turnierplan
Die Teilnehmer wurden in acht Gruppen zu je drei Spielern aufgeteilt. Das erste Match (26. Dezember) einer Gruppe bestritten der gesetzte Spieler A und der ungesetzte B, das zweite Match (27. Dezember) trugen der Verlierer aus Match 1 und der ungesetzte Spieler C aus; das dritte Match aller Gruppen folgte am 28. Dezember. Der Gruppensieger zog ins Viertelfinale ein, wo das Turnier im Pokalsystem fortgesetzt wurde.

### Gruppenphase

#### Obere Hälfte
Gruppe A
| Spieler 1             | Ergebnis | Spieler 2             |
| --------------------- | -------- | --------------------- |
| Peter Evison 82,84    | 3:2      | Graeme Stoddart 86,81 |
| Cliff Lazarenko 82,54 | 3:2      | Graeme Stoddart 80,55 |
| Peter Evison 92,94    | 3:0      | Cliff Lazarenko 85,34 |

| Rang | Spieler          | S | N | Sätze | Punkte |
| ---- | ---------------- | - | - | ----- | ------ |
| 1    | Peter Evison (3) | 2 | 0 | 6:2   | 4      |
| 2    | Cliff Lazarenko  | 1 | 1 | 3:5   | 2      |
| 3    | Graeme Stoddart  | 0 | 2 | 4:6   | 0      |

Gruppe B
| Spieler 1           | Ergebnis | Spieler 2          |
| ------------------- | -------- | ------------------ |
| Kevin Spiolek 82,22 | 3:1      | Keith Deller 82,54 |
| Larry Butler 86,70  | 3:1      | Keith Deller 83,96 |
| Kevin Spiolek 79,07 | 3:0      | Larry Butler 79,15 |

| Rang | Spieler           | S | N | Sätze | Punkte |
| ---- | ----------------- | - | - | ----- | ------ |
| 1    | Kevin Spiolek (4) | 2 | 0 | 6:1   | 4      |
| 2    | Larry Butler      | 1 | 1 | 3:4   | 2      |
| 3    | Keith Deller      | 0 | 2 | 2:6   | 0      |

Gruppe C
| Spieler 1          | Ergebnis | Spieler 2         |
| ------------------ | -------- | ----------------- |
| Jamie Harvey 88,84 | 3:1      | Steve Brown 87,15 |
| Jim Watkins 78,50  | 0:3      | Steve Brown 83,26 |
| Jamie Harvey 85,14 | 3:2      | Jim Watkins 79,54 |

| Rang | Spieler          | S | N | Sätze | Punkte |
| ---- | ---------------- | - | - | ----- | ------ |
| 1    | Jamie Harvey (7) | 2 | 0 | 6:3   | 4      |
| 2    | Steve Brown      | 1 | 1 | 4:3   | 2      |
| 3    | Jim Watkins      | 0 | 2 | 2:6   | 0      |

Gruppe D
| Spieler 1            | Ergebnis | Spieler 2            |
| -------------------- | -------- | -------------------- |
| Rod Harrington 85,87 | 3:0      | Eric Bristow 82,19   |
| Shayne Burgess 91,01 | 3:0      | Eric Bristow 88,31   |
| Rod Harrington 85,63 | 3:2      | Shayne Burgess 83,05 |

| Rang | Spieler            | S | N | Sätze | Punkte |
| ---- | ------------------ | - | - | ----- | ------ |
| 1    | Rod Harrington (2) | 2 | 0 | 6:2   | 4      |
| 2    | Shayne Burgess     | 1 | 1 | 5:3   | 2      |
| 3    | Eric Bristow       | 0 | 2 | 0:6   | 0      |

#### Untere Hälfte
Gruppe E
| Spieler 1             | Ergebnis | Spieler 2             |
| --------------------- | -------- | --------------------- |
| Bob Anderson 92,55    | 3:1      | Jerry Umberger 80,56  |
| Ritchie Gardner 84,06 | 3:1      | Jerry Umberger 80,00  |
| Bob Anderson 91,04    | 3:1      | Ritchie Gardner 81,90 |

| Rang | Spieler          | S | N | Sätze | Punkte |
| ---- | ---------------- | - | - | ----- | ------ |
| 1    | Bob Anderson (5) | 2 | 0 | 6:2   | 4      |
| 2    | Ritchie Gardner  | 1 | 1 | 4:4   | 2      |
| 3    | Jerry Umberger   | 0 | 2 | 2:6   | 0      |

Gruppe F
| Spieler 1         | Ergebnis | Spieler 2            |
| ----------------- | -------- | -------------------- |
| Phil Taylor 78,63 | 3:2      | Gerald Verrier 79,24 |
| Sean Downs 76,33  | 3:0      | Gerald Verrier 72,28 |
| Phil Taylor 92,99 | 3:1      | Sean Downs 84,43     |

| Rang | Spieler         | S | N | Sätze | Punkte |
| ---- | --------------- | - | - | ----- | ------ |
| 1    | Phil Taylor (4) | 2 | 0 | 6:3   | 4      |
| 2    | Sean Downs      | 1 | 1 | 4:3   | 2      |
| 3    | Gerald Verrier  | 0 | 2 | 2:6   | 0      |

Gruppe G
| Spieler 1           | Ergebnis | Spieler 2          |
| ------------------- | -------- | ------------------ |
| Alan Warriner 87,16 | 1:3      | Dennis Smith 82,80 |
| Alan Warriner 87,69 | 3:2      | Tom Kirby 89,25    |
| Dennis Smith 80,94  | 3:1      | Tom Kirby 77,41    |

| Rang | Spieler           | S | N | Sätze | Punkte |
| ---- | ----------------- | - | - | ----- | ------ |
| 1    | Dennis Smith      | 2 | 0 | 6:2   | 4      |
| 2    | Alan Warriner (8) | 1 | 1 | 4:5   | 2      |
| 3    | Tom Kirby         | 0 | 2 | 3:6   | 0      |

Gruppe H
| Spieler 1              | Ergebnis | Spieler 2          |
| ---------------------- | -------- | ------------------ |
| Dennis Priestley 80,76 | 0:3      | John Lowe 87,84    |
| Dennis Priestley 86,96 | 3:2      | Jocky Wilson 81,25 |
| John Lowe 93,52        | 3:0      | Jocky Wilson 75,55 |

| Rang | Spieler              | S | N | Sätze | Punkte |
| ---- | -------------------- | - | - | ----- | ------ |
| 1    | John Lowe            | 2 | 0 | 6:0   | 4      |
| 2    | Dennis Priestley (1) | 1 | 1 | 3:5   | 2      |
| 3    | Jocky Wilson         | 0 | 2 | 2:6   | 0      |

### Viertelfinale, Halbfinale, Finale

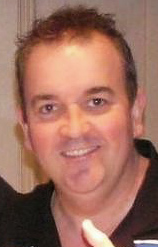
Sieger Phil Taylor (2009)

|  | Viertelfinale (29.–30. Dezember) | Viertelfinale (29.–30. Dezember) | Viertelfinale (29.–30. Dezember) |  |  | Halbfinale (1. Januar) | Halbfinale (1. Januar) | Halbfinale (1. Januar) |  |  | Finale (2. Januar) | Finale (2. Januar)   | Finale (2. Januar) |
|  |                                  |                                  |                                  |  |  |                        |                        |                        |  |  |                    |                      |                    |
|  | 3                                | Peter Evison 88,61               | 4                                |  |  |                        |                        |                        |  |  |                    |                      |                    |
|  | 6                                | Kevin Spiolek 82,85              | 1                                |  |  |                        |                        |                        |  |  |                    |                      |                    |
|  |                                  |                                  |                                  |  |  | 3                      | Peter Evison 82,43     | 1                      |  |  |                    |                      |                    |
|  |                                  |                                  |                                  |  |  | 2                      | Rod Harrington 82,29   | 5                      |  |  |                    |                      |                    |
|  | 7                                | Jamie Harvey 87,42               | 2                                |  |  |                        |                        |                        |  |  |                    |                      |                    |
|  | 2                                | Rod Harrington 91,40             | 4                                |  |  |                        |                        |                        |  |  |                    |                      |                    |
|  |                                  |                                  |                                  |  |  |                        |                        |                        |  |  | 2                  | Rod Harrington 87,15 | 2                  |
|  |                                  |                                  |                                  |  |  |                        |                        |                        |  |  | 4                  | Phil Taylor 94,12    | 6                  |
|  | 5                                | Bob Anderson 84,44               | 1                                |  |  |                        |                        |                        |  |  |                    |                      |                    |
|  | 4                                | Phil Taylor 89,70                | 4                                |  |  |                        |                        |                        |  |  |                    |                      |                    |
|  |                                  |                                  |                                  |  |  | 4                      | Phil Taylor 96,22      | 5                      |  |  |                    |                      |                    |
|  |                                  |                                  |                                  |  |  |                        | John Lowe 90,86        | 4                      |  |  | Spiel um Platz 3   | Spiel um Platz 3     | Spiel um Platz 3   |
|  |                                  | Dennis Smith 89,23               | 0                                |  |  |                        |                        |                        |  |  | 3                  | Peter Evison 84,95   | 2                  |
|  |                                  | John Lowe 96,77                  | 4                                |  |  |                        |                        |                        |  |  |                    | John Lowe 82,81      | 4                  |

## Teilnehmer pro Land und Runde
|               | ENG | USA | SCO | IRL | Gesamt |
| ------------- | --- | --- | --- | --- | ------ |
| Finale        | 2   | 0   | 0   | 0   | 2      |
| Halbfinale    | 4   | 0   | 0   | 0   | 4      |
| Viertelfinale | 7   | 0   | 1   | 0   | 8      |
| Vorrunde      | 16  | 6   | 1   | 1   | 24     |
| Gesamt        | 16  | 6   | 1   | 1   | 24     |

## Nachweise
- Steve Morgan: 25 Years of the PDC World Darts Championship. Scratching Shed Publishing, Leeds 2018, ISBN 978-1-9993339-2-8.
- Jacques Nieuwlaat: PDC World Championship 1995 - Match results. In: mastercaller.com, abgerufen am 1. Januar 2020.